# 나신하
나신하(1969년 ~ )는 대한민국의 KBS 보도본부의 기자이다.

## 학력
- 고려대학교 국어국문학과 학사
- 성균관대학교 언론정보대학원 석사과정 수료 (문화콘텐츠 전공)

## 경력
- 1994년 12월 KBS 21기 기자 입사
- KBS 사회부 기자
- KBS 문화부 기자
- KBS 경제부 기자
- KBS 시사제작부 기자
- KBS 도쿄 특파원(지국장)
- KBS 심의평가실 자문위원